# Miami Open 2021
Miami Open 2021 — тенісний турнір, що проходив на кортах з твердим покриттям у місті Маямі-Гарденс, США з 22 березня по 29 березня. Належав до категорій ATP Masters 1000 та WTA 1000.

## Фінальна частина

### Чоловіки, одиночний розряд
Губерт Гуркач —  Яннік Сіннер 7–6(7–4), 6–4

### Жінки, одиночний розряд
Ешлі Барті —  Б'янка Андреєску 6–3, 4–0, ret.

### Чоловіки, парний розряд
Нікола Мектич /  Мате Павич —  Ден Еванс /  Ніл Скупскі 6–4, 6–4

### Жінки, парний розряд
Сюко Аояма /  Ена Сібахара —  Гейлі Картер /  Луїза Стефані 6–2, 7–5